# Волгоградское водохранилище
Волгогра́дское водохрани́лище образовано плотиной Волжской ГЭС им. XXII съезда КПСС на Волге, на территории Волгоградской и Саратовской областей России. Заполнение водохранилища происходило в течение 1958—1961 годов.
Площадь — 3117 км², объём — 31,5 км³, длина — 540 км, наибольшая ширина — 17 км, средняя глубина — 10,1 м. Максимальная глубина 41 м. По своей площади Волгоградское водохранилище уступает только Куйбышевскому и Рыбинскому.
Осуществляет сезонное регулирование стока (колебания уровня до 3 м). Используется в целях энергетики, водного транспорта, ирригации и водоснабжения. Рыболовство (лещ, судак, сазан). На берегах Волгоградского водохранилища расположены города Саратов, Энгельс, Камышин, Дубовка, Вольск, Маркс.
Волгоградское водохранилище — очень важный рекреационный ресурс, место туризма и отдыха. В плотине Волжской ГЭС эксплуатировался один из крупнейших в России рыбоподъёмников. Основные порты: Саратов, Камышин, Николаевск, Быково, Приморск, Дубовка.
В 1980-х годах было развернуто строительство канала Волго-Дон 2, который бы напрямую соединял Волгоградское водохранилище с рекой Дон. (В отличие от существующего Волго-Донского канала, который начинается к югу от Волгограда, ниже по течению от Волжской ГЭС.) Проект был законсервирован в 1990 году.